# Tropical Rainfall Measuring Mission
La Missió de Mesura de Pluges tropicals (en (anglès) Tropical Rainfall Measuring Mission, TRMM) és una conjunció d'exploració espacial entre la NASA i l'Agència Espacial Japonesa (JAXA) dissenyada per monitorar i estudiar  precipitacions tropicals i subtropicals, entre 35° N i 35° S. El terme tanca tota la missió espacial del satèl·lit i la investigació de les dades obtingudes. la TRMM és part de la  Missió al Planeta Terra de la NASA, un estudi de llarg abast, coordinant investigació per l'estudi de la Terra com un sistema global. El satèl·lit TRMM va ser llançat el 27 de novembre de 1997 des del Centre Espacial Tanegashima a Tanegashima, Japó.

## Instruments a bord del TRMM

### Radar meteorològic de pluja (PR)
El radar meteorològic de precipitació, PR, proveeix cartes d'estructures de tempestas tridimensionals. S'emet radiació i es reben lectures de la intensitat i distribució de la pluja, tipus de pluja, profunditat de la tempesta, altitud on la neu fon en pluja. Pot estimar la calor obtingut a diferents altures a l'atmosfera (sobre la base de les mesures) pudiéndoselas utilitzar per millorar els models de circulació atmosfèrica global.

### Imatges per microones del TRMM (TMI)
El generador d'imatges per microones del TRMM (en (anglès), TMI) és un sensor de microoness passiu (radiòmetre de microones) dissenyat per donar informació quantitativa de pluges sobre una àmplia franja sota el satèl·lit TRMM. Amb acurades mesures de mínimes quantitats d'energia de microones emeses per la Terra i la seva atmosfera, el TMI és capaç de quantificar el vapor d'aigua, contingut d'aigua dels núvols, i la intensitat de pluja a l'atmosfera. És un instrument relativament petit que consumeix poca potència. La combinació amb el gran ample de detecció i la informació quantitativa de pluja fa del  TMI ub "cavall de batalla" del paquet mesurador de pluges del TRMM Tropical Rainfall Measuring Mission.

### Escàner Visible i Infraroig (VIRS)

Imatge TRMM amb l'altura de les columnes de pluja al huracà Irene, 15 d'agost de 2005, 5.43 UTC. Les torres més altes-la major aconsegueix els 17 km produeixen la pluja més intensa, mostrades en vermell. Com més alt puja el vapor d'aigua abans de refredar-se, més intensa tendeix a ser la tempesta, ja que aquestes torres són com pistons que converteixen l'energia del vapor d'aigua en un poderós motor de producció de pluja i vent, a més, aquestes torres poden ser indicatives d'un enfortiment futur.

L'escàner de radiació visible i infraroig és un dels tres instruments en el paquet de mesura de pluja, que serveix com un molt indirecte indicador de pluja. VIRS, sensació radiació que ve des de la Terra en cinc regions espectrals, de l'espectre visible a l'infraroig, o 0.63-12  micròmetres. El VIRS es va incloure en els instruments primaris per dues raons. 1r per la seva habilitat per a delinear pluja. 2n, i més important raó, és que serveix com un estàndard de transferència a altres medicionies que són fetes rutinàriament amb satèl·lits POES i GOES.
La intensitat de la radiació en les diverses regions espectrals (o bandes) s'usen per determinar la brillantor (en el visible i en el proper infraroig) o temperatura (infraroig) de la font.

### Sistema d'Energia Radiant de la Terra i dels Núvols (CERES)
CERES mesura l'energia al límit de l'atmosfera, així com estima els nivells d'energia dins de l'atmosfera i de la superfície terrestre. Usant informació d'un Banc d'imatges de núvols d'altíssima resolució, d'aquests patrons de formes, CERES determina les propietats ennuvolades: quantitat de núvols, altitud, gruix, mida de partícules dels núvols. Totes aquestes mesures són crítiques per a la comprensió del sistema total climàtic i per millorar els models predictius de clima.

### Sensor d'Imatges de Llampecs (LIS)
El LIS és un complex instrumental per detectar i localitzar llampecs en les zones d'abordatge del TRMM. El detector és una compacta combinació d'elements òptics i electrònics incloent un detector de brillantors d'estrelles capaç de localitzar i detectar llampecs en núvols de tempesta individuals. El camp de visió del LIS permet poder observar un mateix punt terrestre o un núvol durant 80 s, suficient temps per estimar la relació de flaixos, que informa l'investigador si una tempesta creix o decau.